# Romanticismo (film, 1949)
Pour les articles homonymes, voir Romanticismo.
Pour plus de détails, voir Fiche technique et Distribution.
Romanticismo est un film italien réalisé par Clemente Fracassi, sorti en 1951.

## Synopsis
En 1858, à Milan, le Dr Antonio Ansperti, est impliqué dans des activités clandestines du mouvement révolutionnaire de la Jeune Italie et se retrouve arrêté par les autorités autrichiennes.

## Fiche technique
- Titre : Romanticismo
- Réalisation : Clemente Fracassi
- Scénario : Renato Castellani et Fulvio Palmieri (it)
- Photographie : Aldo Tonti
- Musique : Enzo Masetti
- Production : Dino De Laurentiis et Carlo Ponti
- Pays d'origine : Italie
- Format : Noir et blanc
- Genre : drame
- Durée : 73 minutes
- Date de sortie : 
  - Italie : mars 1951

## Distribution
- Amedeo Nazzari : Vitaliano Lamberti
- Tamara Lees : Anna
- Clara Calamai : Giuditta Ansperti
- Nyta Dover : La signora Dollman
- Fulvia Franco : La signora Pochini
- Antonio Annaloro (it) : Giacomino
- Fosco Giachetti : Tito Ansperti
- Harry Feist (it) : Varzis
- Olga Vittoria Gentilli : La comtesse Lamberti
- Enrico Glori : Baraffini
- Paul Müller : Cesky